# Dzintars Jaunzems
Dzintars Jaunzems (22 novembre 1966) è un ex cestista lettone, fino al 1991 sovietico.

## Carriera
Con la Lettonia ha disputato i Campionati europei del 1993.